# بخش علی‌گره
بخش علی‌گره (هندی: अलीगढ़ ज़िला) از بخش‌های ایالت اوتار پرادش هند است.